# Site archéologique 44AU154
 (juin 2020).
Le site archéologique 44AU154 est un site archéologique américain situé dans le comté d'Augusta, en Virginie. Protégé au sein du parc national de Shenandoah, ce site désigné par son trinomial Smithsonian est inscrit au Virginia Landmarks Register depuis le 16 septembre 1982 et au Registre national des lieux historiques depuis le 13 décembre 1985.